# Félix Galavís
Félix María Galavís Figueroa (San Antonio del Táchira, Venezuela, 20 de abril de 1877-Ibídem, 25 de febrero de 1941) fue un militar y político venezolano. Durante la Revolución Liberal Restauradora tomó parte como defensor del presidente Ignacio Andrade. Tras el triunfo del alzamiento se unió al nuevo gobierno. Ocupó cargos militares de alto nivel durante las presidencias de Cipriano Castro y Juan Vicente Gómez, posteriormente es designado en cargos políticos, incluido el de presidente del estado Yaracuy. Como gobernador de Caracas ordenó reprimir la manifestación del 14 de febrero de 1936 tras la muerte de Gómez y el ascenso de Eleazar López Contreras al cargo de presidente. Como militar alcanzó el grado de general.

## Biografía
El General Galavís nació en San Antonio, estado Táchira, como hijo de Petra Lucinda Figueroa Alviárez y de Félix María Galavís Maldonado. Estudió primaria el Colegio Sagrado Corazón de La Grita y abandonó los estudios para administrar las fincas de su padre.

### Vida militar
En el año 1899 se unió al Ejército bajo la presidencia de Ignacio Andrade que intentaba hacer frente al alzamiento de Cipriano Castro, denominada Revolución Restauradora. Galavís destacó por su papel en la defensa de la Plaza San Cristóbal, bajo las órdenes del general Juan Pablo Peñaloza.
Tras el triunfo de Castro y por su amistad con el vicepresidente Juan Vicente Gómez, Galavís se sumó al ejército en Caracas. Junto al general Gómez participó de las campañas de oriente y occidente contra el alzamiento de la Revolución Libertadora del banquero Manuel Antonio Matos que ocurrió entre 1901 y 1903. En 1908 respalda el Golpe de Estado que dio el vicepresidente Juan Vicente Gómez, mientras cubría la ausencia del presidente Cipriano Castro. Galavís fue de los pocos funcionarios del gobierno anterior que Gómez mantuvo, posteriormente lo nombró inspector general del Ejército y luego jefe del Estado Mayor General. Durante su gestión reestructuró las Fuerzas Armadas entre 1910 y 1914 y fundó la Academia Militar de Venezuela. Luego fue destituido de su cargo por sospechas de traición fundadas por el general Francisco Antonio Colmenares, aunque tiempo después fue designado en varios cargos civiles.

### Vida política
En 1914, Galavís ocupó provisionalmente la presidencia del estado Aragua, y tras cuatro años de inactividad ejerció la Vicepresidencia del estado Táchira, hasta 1921. En ese mismo año fue designado para el mismo cargo en el estado Lara, durante tres años. El 18 de mayo de 1929 es nombrado para ser Presidente del estado Yaracuy, en el que le tocó afrontar el alzamiento del general José Rafael Gabaldón. Durante su gestión realizó varias obras de infraestructura como el Palacio de Gobierno y varias vías de comunicación en la capital (San Felipe) y el interior del estado. 

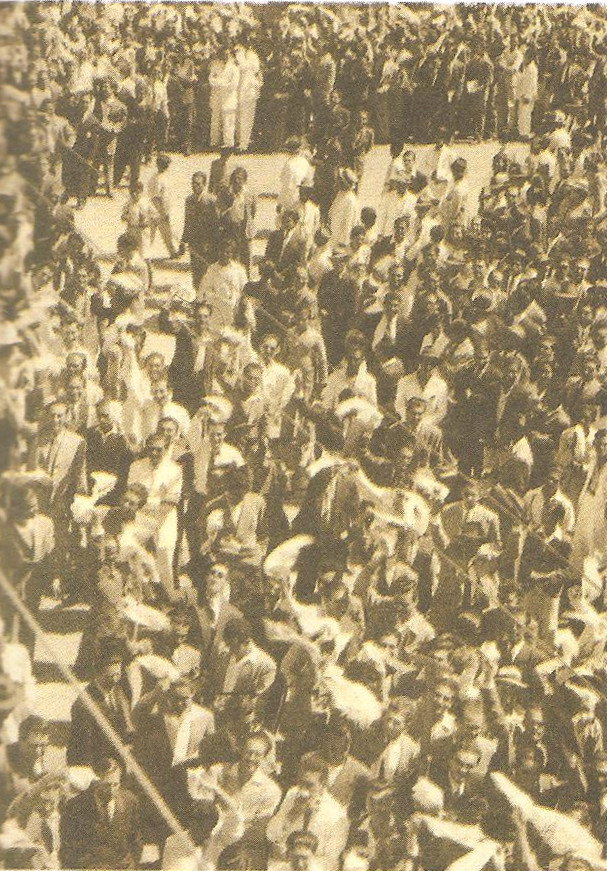
Manifestación del 14 de febrero de 1936.

Tras la muerte de Juan Vicente Gómez en diciembre de 1935, abandonó la Presidencia del estado Yaracuy para asumir la Gobernación del Distrito Federal, por decisión del presidente provisional, Eleazar López Contreras. En los primeros días al frente del cargo le tocó controlar manifestaciones producto del cambio de gobierno. El 14 de febrero de 1936 ocurrió una revuelta frente al palacio de Miraflores, la Plaza Bolívar y el Panteón Nacional. Galavís dio orden a la policía de disparar a los manifestantes, lo que dejó un saldo de seis muertos y 150 heridos. Los hechos sangrientos ocurridos con motivo de la represión de dicha manifestación motivaron al presidente Lopez Contreras a su destitución inmediata por el general Elbano Mibelli y su arresto temporal.

### Retiro y muerte
Luego de abandonar la Gobernación del Distrito Federal se dedicó a administrar sus propiedades en Yaracuy, Guárico y Carabobo. Muere en Caracas el 25 de febrero de 1941.
Tras el Golpe de Estado en Venezuela de 1945 contra Isaías Medina Angarita, se confiscaron las propiedades del general Galavís por orden del Tribunal de Responsabilidad Civil y Administrativa por haber participado del gobierno gomecista. En 1948, tras el fin del Trienio Adeco se le restituyeron a sus herederos algunas de las propiedades incautadas.